# 梅里库尔拉贝
梅里库尔拉贝（法語：Méricourt-l'Abbé，法語發音：[meʁikuʁ labe]）是法国上法蘭西大區索姆省的一个市镇，属于佩罗讷区。

## 地理
梅里库尔拉贝（49°57'7"N, 2°33'55"E）面积6.95 平方千米，位于法国上法蘭西大區索姆省，该省份为法国北部沿海省份，北起加来海峡省和北部省，西接滨海塞纳省和大西洋英吉利海峡，南至瓦兹省，东临埃纳省。
与梅里库尔拉贝接壤的市镇（或旧市镇、城区）包括：昂克尔河畔比尔、科尔比、埃伊、昂克尔河畔里布蒙、萨伊勒塞克、特勒、索姆河畔沃。

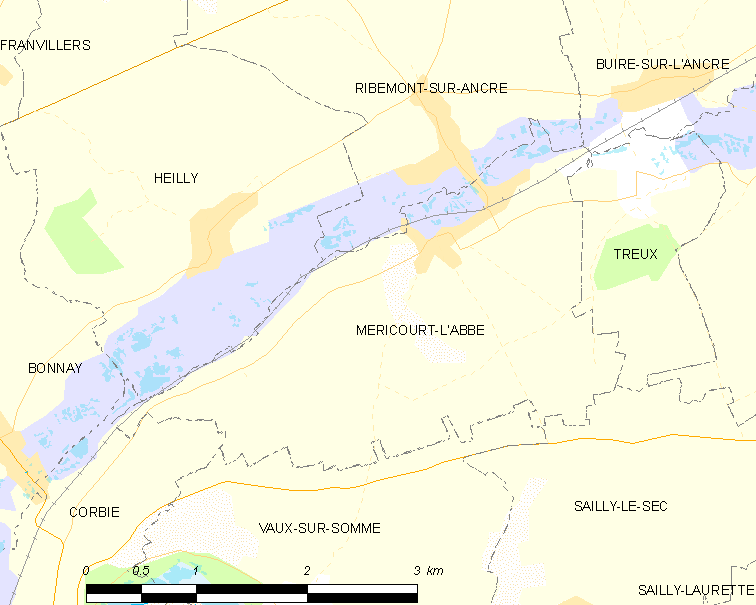
梅里库尔拉贝的OSM定位图

梅里库尔拉贝的时区为UTC+01:00、UTC+02:00（夏令时）。

## 行政
梅里库尔拉贝的邮政编码为80800，INSEE市镇编码为80530。

## 政治
梅里库尔拉贝所属的省级选区为科尔比县。

## 人口

1962-2008年间梅里库尔拉贝人口变化图示

梅里库尔拉贝于2022年1月1日时的人口数量为595人。